# Josef Krasoslav Chmelenský

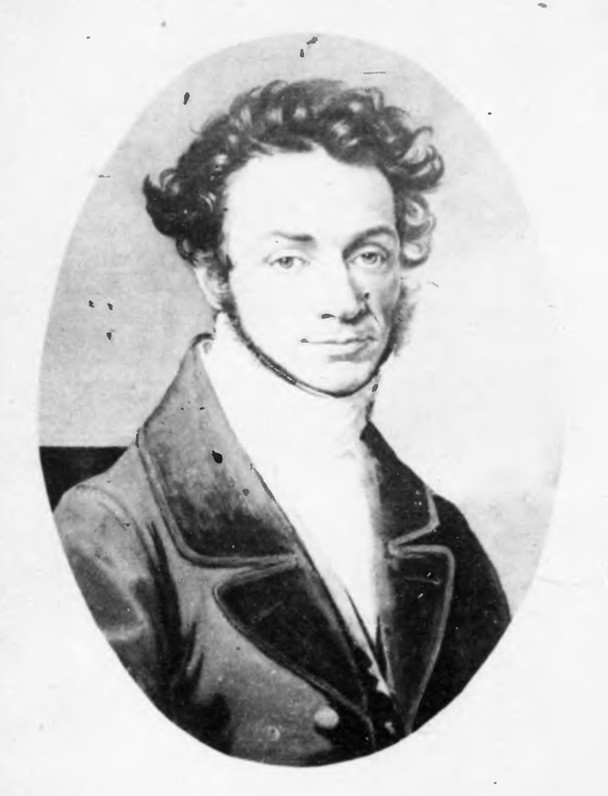
Josef Krasoslav Chmelenský

Josef Krasoslav Chmelenský (* 7. August 1800 in Barau; † 2. Januar 1839 in Prag) war ein tschechischer Kritiker, Dichter, Librettist und Volksaufklärer.

## Leben
Als Sohn eines Kantors erhielt er eine musikalische Erziehung, die sein späteres künstlerisches Leben entscheidend geprägt hat. Nach dem Besuch des Gymnasiums in Budweis studierte er in Prag Philosophie und war von 1828 bis 1837 und ab 1838 beim Hofgericht beschäftigt.

## Person
Chmelensky war ein großer Bewunderer Jungmanns und enger Freund Čelakovskýs. Seine Lebensaufgabe sah er in der Arbeit als Literatur-, Theater und Musikkritiker, er dichtete und komponierte Chorlieder, darunter auch Stücke, die zu Volksliedern wurden. Als Kritiker fehlte ihm zum Teil die Weitsicht, umso erfolgreicher war er beim Verfassen von Libretti. Er übersetzte Mozarts Zauberflöte und verfasste Libretti zu Opern von František Škroup, so zu Dráteník, Oldrich und Božena und Libussas Hochzeit. Sein Verdienst waren auch Übersetzungen des polnischen Dichters Adam Mickiewicz in die Tschechische Sprache.